# Coordenadas del plano tangente local

El plano tangente local este norte arriba (ENU) es similar al norte este abajo (NED), excepto en que se intercambia 'abajo' por 'arriba' y x por y

Las coordenadas del plano tangente local (PTL), también conocidas como sistema elipsoidal local, sistema de coordenadas geodésicas locales, o coordenadas verticales locales, horizontales locales (LVLH), son un sistema de referencia espacial basado en el plano tangente definido por la dirección vertical local y el eje de rotación terrestre.
Consta de tres coordenadas: una representa la posición respecto al eje norte, otra respecto al eje este local y la otra representa la posición vertical.
Existen dos variantes de la regla de la mano derecha: las coordenadas este, norte, arriba (ENU) y las coordenadas norte, este, abajo (NED).
Sirven para representar las vectores de estado que se utilizan comúnmente en aviación y en cibernética marina.

## Ejes
Estos sistemas de referencia dependen de la ubicación. Para los movimientos alrededor del globo, como la navegación aérea o marítima, se definen como tangentes a las líneas de coordenadas geográficas:
- Tangente este-oeste a los paralelos,
- Tangente norte-sur a los meridianos, y
- Arriba-abajo en la dirección normal al esferoide utilizado como elipsoide de referencia, que generalmente no pasa por el centro de la Tierra.

## Coordenadas locales este, norte, arriba (ENU)
En muchas aplicaciones de orientación y seguimiento, el sistema de coordenadas cartesianas locales Este, Norte, Arriba (ENU) es mucho más intuitivo y práctico que las coordenadas ECEF o geodésicas. Las coordenadas locales ENU se forman a partir de un plano tangente a la superficie de la Tierra fijado a una ubicación específica y, por lo tanto, a veces se lo conoce como "Tangente local" o plano "geodésico local". Por convención, el eje este se etiqueta como {\displaystyle x}, el norte como {\displaystyle y} y el arriba como {\displaystyle z}.

## Coordenadas locales norte, este, abajo (NED)
En un avión, la mayoría de los objetos de interés están debajo de la aeronave, por lo que es práctico definir abajo como un número positivo. Las coordenadas Norte, Este, Abajo (NED), alternativas a las ENU, facilitan esta posibilidad. Por convención, el eje norte se etiqueta como {\displaystyle x'}, el este como {\displaystyle y'} y el abajo como {\displaystyle z'}. Para evitar confusiones entre {\displaystyle x} y {\displaystyle x'}, etc., en este artículo se restringe el sistema de coordenadas locales al ENU.
El origen de este sistema de coordenadas generalmente se elige como un punto fijo en la superficie del geoide situado debajo del centro de gravedad de la aeronave. Cuando ese es el caso, el sistema de coordenadas a veces se denomina "sistema de coordenadas local norte este-abajo".
Las coordenadas NED son similares a las coordenadas geocéntricas en que son cartesianas, sin embargo pueden ser más convenientes debido a los números relativamente pequeños involucrados y también debido a que los ejes utilizados son más intuitivos. Las coordenadas NED y ECEF se pueden relacionar con la siguiente fórmula:
{\displaystyle \mathbf {p} _{\mathrm {NED} }=R(\mathbf {p} _{\mathrm {ECEF} }-\mathbf {p} _{\mathrm {Ref} })}
donde {\displaystyle \mathbf {p} _{\mathrm {NED} }} es una posición 3D en un sistema NED, {\displaystyle \mathbf {p} _{\mathrm {ECEF} }} es la posición ECEF correspondiente, {\displaystyle \mathbf {p} _{\mathrm {Ref} }} es la posición ECEF de referencia (donde se origina el plano tangente local) y {\displaystyle R} es una matriz de rotación cuyas filas son los ejes norte, este y abajo. {\displaystyle R} se puede definir convenientemente a partir de la latitud {\displaystyle \phi } y la longitud {\displaystyle \lambda } correspondientes a {\displaystyle \mathbf {p} _{\mathrm {Ref} }}:
{\displaystyle R={\begin{bmatrix}-\sin(\phi )\cos(\lambda )&-\sin(\phi )\sin(\lambda )&\cos(\phi )\\-\sin(\lambda )&\cos(\lambda )&0\\-\cos(\phi )\cos(\lambda )&-\cos(\phi )\sin(\lambda )&-\sin(\phi )\end{bmatrix}}}